# Sculpture of Stone
Sculpture of Stone – trzeci album polskiej grupy deathmetalowej Dies Irae. Wydawnictwo ukazało się 19 maja 2004 roku nakładem wytwórni muzycznej Metal Mind Records. 21 października 2004 roku płyta trafiła do sprzedaży w Japonii nakładem oficyny Avalon/Marquee Inc. Nagrania zostały zarejestrowane w grudniu 2003 roku w białostockim Hertz Studio we współpracy z producentami muzycznymi Sławomirem i Wojciechem Wiesławskimi. Okładkę i oprawę graficzną albumu przygotował Jacek Wiśniewski.

## Lista utworów
Opracowano na podstawie materiału źródłowego.
| Nr | Tytuł utworu                     | Słowa | Muzyka                               | Długość |
| -- | -------------------------------- | ----- | ------------------------------------ | ------- |
| 1. | „Beyond All Dimensions”          | Nowak | Nowak, Stefanowicz, Hiro, Raczkowski | 4:19    |
| 2. | „The Hunger”                     | Hiro  | Nowak, Stefanowicz, Hiro, Raczkowski | 3:38    |
| 3. | „Unrevealed by Words”            | Nowak | Nowak, Stefanowicz, Hiro, Raczkowski | 3:58    |
| 4. | „The Art of an Endless Creation” | Nowak | Nowak, Stefanowicz, Hiro, Raczkowski | 3:40    |
| 5. | „Trapped in the Emptiness”       | Nowak | Nowak, Stefanowicz, Hiro, Raczkowski | 4:15    |
| 6. | „The Plague”                     | Nowak | Nowak, Stefanowicz, Hiro, Raczkowski | 3:17    |
| 7. | „The Oceans of Filth”            | Nowak | Nowak, Stefanowicz, Hiro, Raczkowski | 4:20    |
| 8. | „The Beginning of Sin”           | Nowak | Nowak, Stefanowicz, Hiro, Raczkowski | 6:19    |
| 9. | „Sculpture of Stone”             | Nowak | Nowak, Stefanowicz, Hiro, Raczkowski | 5:33    |
|    |                                  |       |                                      | 39:19   |

## Twórcy
Opracowano na podstawie materiału źródłowego
| Zespół Dies Irae w składzie - Maurycy "Mauser" Stefanowicz - gitara - Krzysztof "Doc" Raczkowski - perkusja - Jacek Hiro - gitara - Marcin "Novy" Nowak - gitara basowa, śpiew |  | Produkcja - Sławomir i Wojciech Wiesławscy - produkcja, inżynieria dźwięku - Mariusz Kmiołek - zdjęcia - Jacek Wiśniewski - oprawa graficzna |